# Tower of Song
Tower of Song és un àlbum d'homenatge del cantautor canadenc Leonard Cohen, enregistrat el 1995 pel segell A&M Records, en el qual diferents cantants versionen les peces de Cohen. A més, Tower of Song és el nom del primer tema que apareix a l'àlbum I'm Your Man de 1988.
El disc té un marcat caràcter pop, ja que la majoria de cantants que hi col·laboren són d'aquest gènere musical, com Elton John, Sting amb The Chieftains, Billy Joel, Peter Gabriel i Bono d'U2, aquest fet va rebre alguna crítica, ja que segons s'ha dit es descontextualitza la música folk de Cohen.

## Llista de temes i intèrprets
1. Everybody Knows – Don Henley
2. Coming Back to You – Trisha Yearwood
3. Sisters of Mercy – Sting with The Chieftains
4. Hallelujah – Bono
5. Famous Blue Raincoat – Tori Amos
6. Ain't No Cure For Love – Aaron Neville
7. I'm Your Man – Elton John
8. Bird on the Wire – Willie Nelson
9. Suzanne – Peter Gabriel
10. Light as the Breeze – Billy Joel
11. If It Be Your Will – Jann Arden
12. Story of Isaac – Suzanne Vega
13. Coming Back to You – Martin Gore